# Oriolo Romano
Oriolo Romano là một đô thị ở tỉnh Viterbo trong vùng Latium của Ý, có cự ly khoảng 40 km về phía tây bắc của Roma và khoảng 30 km về phía nam của Viterbo. Tại thời điểm ngày 31 tháng 12 năm 2004, đô thị này có dân số 3.276 người và diện tích là 19,2 km².
Oriolo Romano giáp các đô thị: Bassano Romano, Bracciano, Canale Monterano, Manziana, Vejano.